# StarCraft II: Heart of the Swarm
StarCraft II: Heart of the Swarm (укр. Серце Рою) — доповнення до відеогри жанру стратегії в реальному часі StarCraft II: Wings of Liberty, друга частина трилогії StarCraft II. Реліз відбувся 12 березня 2013 року.
Доповнення надає сюжетну кампанію за Зергів, нові бойові одиниці для всіх рас і зміни ігрового балансу. Продовження, StarCraft II: Legacy of the Void, стало заключною грою в трилогії.

## Ігровий процес

Приклад ігрового процесу: база зергів. Зліва вгорі розташований інтерфейс Керріган

### Нововведення
Для кожної раси було введено кілька нових юнітів з унікальними здібностями. Террани отримали Геллітрон і міну «Вдова». Протоси — Ядро Материнського корабля, Оракула і Ураган. Зерги — Бабку і Ройовика. Об'єкти на багатьох картах можна зруйнувати, використовуючи це в тактичних цілях і для блокування підступів ворога. Крім того вдосконалилася фізика взаємодії об'єктів, до прикладу, слиз зергів налипає на споруди інших рас, а великі юніти можуть розкидати менших.
У мережевому геймплеї був знятий ряд обмежень з усіх рас, здібності багатьох юнітів були розширені. Зергам більше не потрібний розвиток до Лігва, щоб впроваджувати здатність до закопування, Гідраліски отримали вдосконалення швидкості, Муталіски швидше відновлюють здоров'я. Вартові протоссів мають технологію ілюзій відпочатку, Призми літають значно швидше, Випромінювачі порожнечі розігрівають промінь миттєво по команді. У терранів Головорізи більш не потребують удосконалення швидкості та для їх найму не потрібна прибудована лабораторія, танки більше не потребують апгрейду режиму облоги, «Ворон» за замовчуванням має ракети Гонча, «Тори» отримали велику дальність стрільби по повітряних цілях, апгрейди атаки і броні, раніше роздільні для повітряних і наземних військ, були об'єднані.
Маючи Heart of the Swarm, за кожну успішну дію на полі бою гравець отримує досвід, що визначає його рівень раси. Коли рівень зростає, гравець винагороджується новими портретами свого профілю в Battle.net, емблемами армій, анімаціями юнітів. 

### Кампанія
В кампанії з'явився постійний герой, який бере участь в усіх битвах поряд з іншими військами — Сара Керріган. При цьому ігровий процес має елементи рольової гри: Керріган набирає досвід у міру проходження місій і отримує нові здібності.
Штабом в кампанії є живий флагман Керріган «Левіафан». На ньому можна переміщатися з планети на планету, радитися з персонажами і вдосконалювати війська. У перерві між завданнями в спеціальному еволюційному відсіку можна змінити будь-яких юнітів, залежно від запланованого завдання. Їх можна як «мутувати» в інші види назавжди, або дати тимчасову мутацію, потрібну для конкретного завдання. Наприклад, Зерглінга можна розвинути в Раптора, здатного перелітати перешкоди, або Сворлінга, які вилуплюються одразу по дві особини з однієї личинки. З тимчасових мутацій для них доступні збільшення здоров'я, атаки або швидкості бігу.
На «Левіафані» з часом збираються прихильники Керріган, які дають нові можливості або рухають сюжет. Загара — це Матір зграї, яка першою визнала авторитет олюдненої Сари Керріган. Абатур займається еволюцією зергів. Первинний зерг на ім'я Дехака стає соратником Керріган. Ізша є радником і повідомляє важливу інформацію. Олексій Стуков — персонаж Starcraft: Brood War, заражений зергами представник ОЗД, який знайшов у зергах союзників.

## Сюжет
Події починаються через три тижні після перемоги на Чарі і олюднення Сари Керріган. На секретній базі Умоджанского протекторату Валеріан Менгск і Рейнор вивчають залишкові здібності Керріган з управління зергами. Коли вони виявляються сильнішими за очікувані, Рейнор вирішує, що тестів достатньо і збирається забрати Сару з собою. Але за годину до відльоту, армія Менгска виявляє базу і починає штурм, вбиваючи всіх на своєму шляху в спробах захопити Сару Керріган. Валеріану вдається евакуювати вцілілих на корабель «Гіперіон». Рейнор і Керріган добираються до космопорту, проте виявляються розділені обваленим мостом. Джим вмовляє Сару рятуватися втечею. Та забрати його на «Гіперіон» неможливо через надто великі сили Домініону. Рейнор тримає оборону, поки його не заарештовує спецпризначенець Нóва.
Сара, вірячи, що Джим зуміє вибратися, бере під контроль зграю зергів, щоб знищити орбітальну гармату Домініону, яка перешкоджає повстанцям. Місцева Мати зграї Ніадра визнає в Керріган Королеву Клинків. Після знищення загонів Домініону, Сара летить в точку збору. Чекаючи там на Рейнора, вона перехоплює звернення імператора Менгска до народу, в якому говориться, що Рейнор схоплений і страчений. Сповнена бажанням помститися, Керріган веде корабель на територію зергів в пошуках їхнього флагмана, живого корабля «Левіафан».
Вона знаходить «Левіафан», де зерги приймають її керівництво. Тут Сара отримує інформацію про Рій від свого радника Ізші. Керріган вирішує відродити Рій, встановивши владу на всіма Матерями зграй. Вона вирушає в подорож на пошуки виводків, що знаходяться під контролем різних Матерів. Відвідуючи різні планети, зерги отримують генетичний матеріал для самовдосконалення. На планеті Калдір Рій не дає протоссам приєднатися до своїх основних сил, усуваючи загрозу з їхнього боку. Врешті Керріган вторгається на Чар, зайнятий Домініоном, і зламлює його оборону. Діставшись до штабу, вона вбиває генерала Ворфілда, але, вислухавши його передсмертні слова, дозволяє терранам евакуюватися.
Несподівано її відвідує Зератул, якого Сара зустрічає вороже. Він повідомляє їй про походження зергів з планети Зерус, де їх спотворив якийсь Темний. Але там ще залишилися Початкові зерги, отримавши генетичний матеріал яких Рій стане сильнійший та зможе протистояти війні, що наближається. Сара відкриває полювання та знаходить сплячого Древнього — величезного та дуже старого звіра. Пробудивши його, Керріган дізнається про Амона, який спотворив Початкових зергів і забрав у них індивідуальність. Древній пропонує Керріган самій стати Початковим зергом, аби звільнитися від скверни Амона. Щоб здійснити це, Керріган розшукує місце народження зергів, де перероджується в Королеву Клинків, але цього разу непідвладну кому-небудь. Після цього до Рою приєднується Початковий зерг Дехака заради добуття нового генетичного матеріалу в подорожах. З новою силою Королева Клинків об'єднує зграї та підкінець вбиває Древнього, котрий вважає, що вижити мусить найсильніший, довівши це боєм.
Після цього на «Левіафан» Домініон закидає безліч передавачів. Голограма Арктура Менгска повідомляє Керріган, що Рейнор живий, але якщо вона буде вести активні дії проти Домініону, то з Джимом буде покінчено. На зв'язок виходить заражений терран — Олексій Стуков, котрий переховується від решти людей. Той повідомляє про лаборторію зі створення гібридів зергів з протоссами, які стануть новою силою Домініону. Крім того Стуков жадає помсти за експерименти над ним в тій лабораторії. Сара атакує станцію доктора Наруда (він же Самір Дюран зі Starcraft: Brood War), де поширює вірус і здобуває перемогу, поклавши кінець продукуванню гібридів.
Але Наруд тікає і ховається в храмі зел'наґа під лабораторією. Тепер Сара розуміє — Наруд служив Амону, готуючи його повернення. Там же виявляються протосси, які допомагають йому, Тал'Даріми. Наруд спрямовує в Сару промінь, який та ледь стримує, тому керівництво військом бере Стуков. Після втрати армії Наруд маскується під Рейнора, але Керріган вбиває його. Останніми словами доктора стає повідомлення, що Амон вже ожив.
Королева Клинків знаходить «Гіперіон». Капітан Хорнер обіцяє допомогти, але для боротьби з Домініоном потрібен полковник Орлан, ув'язнений за хакерство. Хорнер вирушає на його пошуки і руйнує станцію Міри, яка й утримує хакера. Орлан вислідковує розташування корабля з Рейнором. Королева Клинків визволяє бранця, та Рейнор іде геть, побачивши ким стала Керріган.
Коли весь Рій переходить під командування Керріган, вона вирушає на планету Корхал. За допомогою «Гіперіона», Рій йде на штурм палацу Менгска в Августграді. Нейтралізувавши оборону палацу, Керріган пробирається всередину. Проте Менгск був готовий до цього і активує викрадений ним у Рейнора артефакт зел'наґа , який завдає Сарі великого болю, чим робить її недієздатною. В цей момент до палацу вривається Джим і обеззброює Менгска, чим дає Керріган вбити імператора.
Рейнор і Сара стають на руїнах палацу. Рейнор більше не відчуває до неї неприязні, а Королева Клинків на чолі Рою покидає Корхал в пошуках Амона.

## Розробка
На час виходу Wings of Liberty команда розробки Blizzard вже працювала над Heart of the Swarm. Команда налічувала понад 150 співробітників, з «ядром» з 70-и працівників. В березні 2011 року провідний дизайнер і директор розробки гри Дастін Браудер висловив сподівання, що Heart of the Swarm буде закінчено протягом року. На липень 2011 було завершено першу частину кампанії, включаючи кат-сцени. В жовтні 2011 Blizzard почали публікувати інформацію про нових юнітів.
В травні 2012 Blizzard анонсували нововведення Heart of the Swarm, в особливості щодо мультиплеєру.
Бета-версія стала доступна 4 вересня 2012, в першу чергу для тих, хто оформив попереднє замовлення Heart of the Swarm. Гравці отримали можливість грати на п'ятьох картах для багатокористувацького режиму. У червні 2012 року всі місії кампанії були завершені, і Дастін Браудер повідомив, що гра буде випущена в цьому році. 13 листопада 2012 датою виходу гри було названо 12 березня 2013 року. Бета-тестування продовжувалося до 1 березня 2012.

## Оцінки й відгуки
| Агрегатор    | Оцінка |
| ------------ | ------ |
| GameRankings | 86.39% |
| Metacritic   | 86/100 |

| Видання                    | Оцінка  |
| -------------------------- | ------- |
| Edge                       | 90/100  |
| Eurogamer                  | 9/10    |
| Game Informer              | 8.75/10 |
| GamesRadar+                | 4.5/5   |
| IGN                        | 8.6/10  |
| PC Gamer (Велика Британія) | 91%     |
| VideoGamer.com             | 9/10    |

За перші 2 дні продажів гра розійшлася тиражем в 1,1 млн копій і стала однією з найбільш продаваних ігор для ПК першої чверті 2013 року.
PC Gamer оцінили гру в 91%, назвавши її «Традиційною RTS, цінною для тих, хто зацікавлений у змагальницькій стратегічній грі, і настійно рекомендованою для тих, хто ні». GameSpot дав грі 8/10, похваливши її як «фантастично різноманітну кампанію і розважальну онлайн-гру», і критикуючи в огляді як неприємне «темну» і одержиму помстою, зайво жорстоку особу Керріган.
Вступне відео з Heart of the Swarm здобуло в 2013 нагороду «Golden Reel Award» в номінації «Best Sound & Music Editing: Computer Interactive Entertainment» від товариства Motion Picture Sound Editors.

### Нагороди
- Найкраще доповнення 2013 року (3GEM)
- Найкраща змагальна гра 2013 року (Destructoid)
- Доповнення року (2013) (ZAM)
- Найкраща відеогра 2013 року (Complex)[24]